# Комитет по Международным стандартам финансовой отчётности
Комитет по Международным стандартам финансовой отчетности (англ. International Accounting Standards Committee (IASC)) — некоммерческая организация, основанная в июне 1973 году в Лондоне, и преобразованная в апреле 2001 года в Совет по Международным стандартам финансовой отчётности.

## История создания
Комитет по Международным стандартам финансовой отчетности (КМСФО) был создан в июне 1973 года на основе соглашения, сделанные профессиональными бухгалтерскими организациями:
- Институт дипломированных бухгалтеров Австралии,
- Канадский институт дипломированных бухгалтеров,
- Институт дипломированных бухгалтеров Франции,
- Институт аудиторов Германии,
- Японский институт сертифицированных бухгалтеров,
- Мексиканский институт общественных бухгалтеров,
- Голландский институт зарегистрированных аудиторов,
- Союз ассоциаций бухгалтеров Соединенного королевства и Ирландии,
- Американский институт сертифицированных общественных бухгалтеров.

## Структура КМСФО
Комитет по Международным стандартам финансовой отчетности состоял из:
- Правление КМСФО (англ. IASC Board),
- Консультативная группа (англ. Consultative Group),
- Постоянный комитет по интерпретации стандартов (англ. Standing Interpretations Committee (SIC)),
- Консультативный совет (англ. Advisory Council),
- Руководящие комитеты (англ. Steering Committees).